# Przytulia nierównolistna
Przytulia nierównolistna (Galium anisophyllon Vill.) – gatunek rośliny z rodziny marzanowatych. Występuje na obszarach górskich Europy – w Alpach, Apeninach, Karpatach, górach Półwyspu Bałkańskiego. W Polsce rośnie w Tatrach, Pieninach, na Babiej Górze oraz w dolinie Wisłoka koło Mymonia. Gatunek jest rozpowszechniony w obszarze występowania i mimo ograniczonego areału występowania w Polsce, nie jest uznawany za zagrożony także w skali regionalnej.

## Morfologia
PokrójRoślina zielna tworząca gęste darnie. Łodygi cienkie, w dole zwykle pokładające się, poza tym wzniesione osiągające wysokość od kilku cm do 15 cm. Łodygi są czterokanciaste, w dolnej części z międzywęźlami krótszymi lub podobnymi do długości liści, a w górnej części z dłuższymi od liści co najwyżej dwukrotnie.
LiścieZebrane po 6–7 w okółku (rzadziej jest ich 5 lub 8). Odwrotnie lancetowate, tj. w górnej części najszersze, nagle zwężone i ostro zakończone. Osiągają 6–16 mm długości i 1–2,5 mm szerokości. Brzegi są gładkie lub ze szczecinkami, nierzadko też podwinięte.
KwiatyZebrane w niezbyt obfite kwiatostany na szczytach pędów, osadzone na sztywnych, skośnie wzniesionych szypułkach o długości do 5 mm. Listki podkwiatowe są nieliczne, wąskolancetowate o długości ok. 2 mm. Korona kwiatu jest kremowa o średnicy 3–4 mm, płatki tępo zakończone.
OwoceRozłupki do 1,5 mm długie i 1 mm szerokie, pokryte płaskimi brodawkami.
Gatunki podobneGrupa gatunków różniących się proporcją międzywęźli do liści, kształtem liści i wielkością kwiatów obejmuje w Polsce kilka gatunków (np. przytulia stepowa Galium valdepilosum, sudecka G. sudeticum, szorstkoowockowa G. pumilum, hercyńska G. saxatile, krakowska G. cracoviense), ale rośliny te występują w Sudetach i na ich pogórzu albo na wyżynach.

## Biologia i ekologia
Bylina wapieniolubna. Rośnie w murawach górskich i na skałach w piętrze alpejskim i subalpejskim, poza tym na żwirowiskach w dolinach rzek spływających z gór. Kwitnie w lipcu i sierpniu. Liczba chromosomów 2n=44. 